# Messa (Puccini)

La Messa (messe) ou Messa a quattro voci (litt. messe à quatre voix) de Giacomo Puccini, souvent connue sous le nom de Messa di Gloria (litt. messe de gloire), est une Messe pour orchestre et chœur à quatre voix avec solistes ténor, baryton et basse.
Bien que connue sous le nom de Messa di Gloria, cette œuvre est une messe complète : alors qu'une Messa di Gloria se limite à un Kyrie et un Gloria[réf. souhaitée], celle de Puccini contient également un Credo, un Sanctus et un Agnus Dei. Ce nom reflète donc plutôt le fait que le Gloria dure 20 minutes et représente par conséquent une part particulièrement importante de l’œuvre.

## Histoire
Puccini composa cette Messe pour son examen à l’Istituto Musicale Pacini. Elle a été chantée pour la première fois à Lucques, le 12 juillet 1880. Mais le Credo avait déjà été écrit et chanté en 1878, et avait été conçu par Puccini comme une œuvre individuelle. Puccini ne publia jamais le manuscrit complet de la Messe, et, bien que bien reçue à cette époque, elle ne fut plus chantée avant 1952, d'abord à Chicago, puis à Naples. Mais il réutilisa certains des thèmes de la Messe dans d'autres œuvres : celui de l’Agnus Dei dans son opéra Manon Lescaut et celui du Kyrie dans Edgar.
À la fin de la Seconde Guerre mondiale, le père Dante Del Fiorentino, musicologue, acheta une vieille copie du manuscrit de la Messe à la famille Vandini, à Lucques, en la prenant pour le manuscrit original. Pourtant, le manuscrit original avait été en possession de la famille de Puccini, et donné par sa belle-fille à Ricordi, l'éditeur de Puccini. Le conflit juridique qui s'ensuivit fut résolu en divisant les droits d'auteur entre Ricordi et Mills Music, l'éditeur du manuscrit de Fiorentino.

## Structure
| Mouvement            | Durée moy. | Titre                       | Indications de mouvement | Soliste        |
| -------------------- | ---------- | --------------------------- | ------------------------ | -------------- |
| Kyrie                | 5 min      | Kyrie eleison               | Larghetto                |                |
| Gloria               | 20 min     | Gloria in excelsis Deo      | Allegro ma non troppo    |                |
| Gloria               | 20 min     | Et in terra pax             | Andante                  |                |
| Gloria               | 20 min     | Laudamus te, benedicimus te | Andante                  |                |
| Gloria               | 20 min     | Gratias agimus tibi         | Andante sostenuto        | ténor          |
| Gloria               | 20 min     | Gloria in excelsis Deo      | Tempo I                  |                |
| Gloria               | 20 min     | Domine Deus                 | Andante sostenuto        |                |
| Gloria               | 20 min     | Qui tollis peccata mundi    | Andante mosso            |                |
| Gloria               | 20 min     | Quoniam tu solus sanctus    | Maestoso                 |                |
| Gloria               | 20 min     | Cum Sancto Spiritu          | Fugue (Allegro)          |                |
| Credo                | 16 min     | Credo in unum Deum          | Andante                  |                |
| Credo                | 16 min     | Et incarnatus               | Moderato                 | ténor          |
| Credo                | 16 min     | Crucifixus                  | Adagio                   | basse          |
| Credo                | 16 min     | Et resurrexit               | Allegro                  |                |
| Credo                | 16 min     | Et in Spiritum Sanctum      | Tempo I                  |                |
| Credo                | 16 min     | Et unam sanctam catholicam  | Larghetto                |                |
| Credo                | 16 min     | Et vitam venturi saeculli   | Andantino                |                |
| Sanctus - Benedictus | 3 min 40 s | Sanctus                     | Andante                  |                |
| Sanctus - Benedictus | 3 min 40 s | Benedictus                  | Andantino                | baryton        |
| Agnus Dei            | 2 min 40 s | Agnus Dei                   | Andantino                | ténor, baryton |

## Discographie
- Martin Elmquist (dir.), Marcello Bedoni (ténor), Jeff Speres (baryton), Luxembourg Philharmonia, Classico, 2010
- Karl Rathgeber (dir.), Bernhard Schneider (ténor), Christian Schmidt-Timmermann (baryton), Prague Philharmonic Orchestra, 2006
- Ingo Schulz (dir.), Daniel Magdal (ténor), Stefan Stoll (baryton), Ölberg chor, 2004
- Pier Giorgio Morandi (dir.), Antonello Palombi (ténor), Gunnar Lundberg (baryton), Hungarian Opera Orchestra and Radio Choir, Naxos, 2002
- Jürgen Budday (dir.), Willi Stein (ténor), Thomas Pfeiffer (baryton), Kantorei Maulbronn (Choir), South West German Radio Baden-Baden and Freiburg Symphony Orchestra, K&K Verlagsanstalt, 2001
- Antonio Pappano (dir.), Roberto Alagna (ténor), Thomas Hampson (baryton), Chœur et Orchestre Symphonique de Londres, EMI Classics, 2001
- Wilfried Maier (dir.), Rolph Romei (ténor), Guillermo Anzorena (baryton), Schwäbischer Sängerbund, Württembergische Philharmonie Reutlingen, 1999
- Volker Hempfling (dir.), Kölner Philharmonie, Motette Records, 1995
- András Ligeti (dir.), Dénes Gulyás (ténor), Balázs Póka (baryton), Chœurs de la Radio-Télévision Hongroise, Orchestre Symphonique de Budapest, Hungaroton Classic, 1992
- Claudio Scimone (dir.), José Carreras (ténor), Hermann Prey (baryton), Ambrosian Opera Chorus Philharmonia Orchestra, Erato, 1984
- Eliahu Inbal (dir.), Kari Løvaas (soprano)[1], Werner Hollweg (ténor), Barry McDaniel (baryton), Chor des Westdeutschen Rundfunks, Radio-Sinfonie-Orchester Frankfurt, Philips, 1975 (rééd. Philips Classics, 1992)
- Michel Corboz (dir.), William Johns (ténor), Philippe Huttenlocher (baryton), Chœur symphonique et orchestre de la fondation Gulbenkian de Lisbonne, Erato, 1974
- Simone Menezes (dir.), ensemble K, ensemble Sequenza 9.3, album Metanoia, Accentus music, 2022 (extraits)

## Partition de musique
- G. Puccini: Messa di Gloria

## Autres sources
- Paul Filmer, Programme Notes: Giacomo Puccini (1858 - 1924), Messa di Gloria (1880) [sic], North London Chorus, April 2005.
- Gabriella Biagi Ravenni, Breve nota sul nome della Messa, Centro studi Giacomo Puccini, 1999.